# Eva (Operette)
Eva ist eine Operette in drei Akten von Franz Lehár. Das Libretto verfassten Alfred Maria Willner und Robert Bodanzky. Uraufführung war am 24. November 1911 im Theater an der Wien in Wien.

## Handlung
1. Akt – Festlich geschmückter Eingangsbereich einer Fabrikhalle
Die Fabrikarbeiter feiern Evas Geburtstag. Als kleines Waisenkind wurde sie damals dem Werkführer Larousse übergeben und dieser sorgte dafür, dass Eva quasi von der gesamten Belegschaft aufgezogen wurde. Heute, während ihrer Geburtstagsfeier, übernimmt Octave Flaubert als neuer Direktor die Leitung der Fabrik.
Da sich Eva ein besseres, schöneres Leben wünscht und Flaubert sich als Lebemann entpuppt, kommen sich die beiden näher. In der Fabrik arbeitet auch der Buchhalter Prunelles, mit dem sich Flaubert bald sehr gut versteht. Prunelles beneidet seinen Direktor und kennt ebenfalls Paris, denn er erlebte da auch schon seine Abenteuer.
Dort in Paris lebt Pepita Panquerette, gen. „Pipsi“. Jeden Urlaub angelt sich Pipsi einen zahlungskräftigen Galan, der bereit ist, für allerhand Amusement zu zahlen. Und vor Jahren war Prunelles auch eine von Pipsis Eroberungen. Dagobert Millefleurs kommt mit seiner Freundin Pepita in die Fabrik von Flaubert um sich dort vor ihrem eifersüchtigen Ehemann zu verstecken. In Wahrheit existiert dieser gar nicht, da ihn Pepita nur erfunden hat, um mit Millefleurs auf Reisen zu gehen. Als Prunelles Pepita sieht, erkennt er in ihr Pipsi (und damit auch den Schwindel), doch er schweigt, da er sich als Betrogener nicht dem Spott seiner Kollegen aussetzen will.
2. Akt – Salon in der Fabrikantenvilla
Flaubert gibt für seinen Freund Millefleurs ein rauschendes Fest und führt dabei auch Eva offiziell in die Gesellschaft ein. Eva glaubt an die Liebe Flauberts, da dieser sie auch mit teuren Kleidern und Schmuck beschenkt hat. Inzwischen vermisst Larousse sein Mündel Eva und will sie wieder nach Hause holen. Da Flaubert sie aber nicht gehen lässt, holt Larousse die gesamte Belegschaft zusammen. Bevor die Situation aber eskaliert, erklärt Flaubert seine Absicht Eva zu heiraten. Da die Arbeiter sich nicht gegen diese Heirat stellen wollen, ziehen sie sich zurück.
Durch einen Zufall hört Eva anschließend ein Gespräch Flauberts mit Millefleurs. Flaubert berichtet seinem Freund, die Arbeiter angelogen zu haben, da er nie und nimmer die Absicht hatte, Eva zu heiraten. Nun kann Eva in der Villa nicht mehr bleiben und zurück zu den Arbeitern (oder auch nur zu Larousse) geht auch nicht, da sie sich zu sehr schämt. Sie wirft Flaubert den geschenkten Schmuck vor die Füße und läuft davon.
3. Akt – Mietshaus am Bois du Boulogne, Paris
Eva wohnt nun bei Pepita Paquerette. die beiden verstehen sich sehr gut, obwohl Eva den Lebenswandel Pipsis weder nacheifern noch gutheißen kann. Erschüttert von Evas Flucht änderte Flaubert seinen Lebenswandel und such Eva in ganz Paris. Als er sie endlich gefunden hat, erklärt er seine ehrlichen Absichten und hält um ihre Hand an. Auch Millefleurs zieht einen Schlussstrich unter sein früheres Leben. Er nimmt eine Stellung an und kann nun auch seine Pipsi heiraten.

## Orchester
Zwei Flöten, zwei Oboen, zwei Klarinetten, zwei Fagotte, vier Hörner, zwei Trompeten, drei Posaunen, eine Harfe, Schlagwerk und Streicher

## Tonträger
Gesamtaufnahme beim Label CPO aus dem Jahr 2005 (zwei CDs) mit Reinhard Alessandri, Thomas Zisterer, Thomas Malik, Zora Antonic, Gerhard Balluch, Morenike Fadayomi, dem Chor des Lehár Festival Bad Ischl und dem Franz-Lehár-Orchester unter der Leitung von Wolfgang Bozic

## Musiknummern
Dem Booklet der oben angeführten CD-Einspielung sind folgende Musiknummern der Operette entnommen:
- Introduktion: Heißa, juchheia
- Melodram und Lied: Im heimlichen Dämmer der silbernen Ampel
- Duett: Bestimmung, Fatum, das ist alles
- Auftritt und Duett: Nur keine Angst, hier kann nichts passieren
- Duett: Um zwölfe in der Nacht...Die Geister von Montmartre
- Finale I
- Introduktion zum 2. Akt: Chor, Lied und Tanz: Retten Sie mich Dagobert
- Marsch: Hat man das erste Stiefelpaar vertreten
- Terzett: Rechts das Männchen meiner Wahl
- Melodram und Duett: Erschrecken Sie nicht
- Lied: Octave gestehs Dir ein
- Duett: Ziehe hin zu Deinem Vater
- Melodram und Duett: Eva Sie sehen reizend aus
- Finale II
- Duett: Wenn die Pariserin spazieren fährt
- Lied: Gib acht, gib acht mein schönes Kind
- Abgang: Sagen Sie nur, Pipsi
- Finale III: Ein Mädel wie Sie, so nett und so fein

## Rezeption
Diese Operette wurde irrtümlich als ein politisches Werk angesehen und war daher zur Entstehungszeit umstritten. Man sah in der Handlung (Arbeiteraufstand zum Schutz von Eva vor dem Fabrikbesitzer) sozialistische Propaganda. Aber nirgends im Textbuch wird Politik propagiert und die Autoren und Lehár wiesen den Vorwurf entschieden zurück, und das Werk war zunächst ein großer Erfolg. Bei der Uraufführung wurden die Hauptrollen von Louis Treumann und Mizzi Günther gesungen, die schon die Hauptrollen bei der Premiere der Lustigen Witwe gesungen hatten. Der Erfolg griff auch nach Italien über und von dort auf die damalige italienische Kolonie Libyen. Im Jahr 1912 wurde das Opernhaus in Tripolis mit just dieser Operette eröffnet. Auch für das Theater an der Wien war Eva der größte Operettenerfolg zwischen dem Graf von Luxemburg (1909) und Leo Falls Die Rose von Stambul (1916). In den folgenden Jahren und Jahrzehnten nahm dann die Popularität der Operette allmählich ab. Das lag unter anderem daran, dass nach 1916 und dann in den 1920er Jahren viele Erfolgsoperetten, auch von Lehár, entstanden, die Eva nach und nach von den Spielplänen verdrängten. Heute wird die Operette als Gesamtwerk kaum noch gespielt. Allerdings werden immer wieder einzelne Musiknummern dieser Operette bei Konzerten gespielt.